# قانون موفری
قانون موفری  (به انگلیسی: Muphry's law) یک زبانزد است که می‌گوید: «اگر متنی در انتقاد از یک ویرایش یا بازخوانی بنویسید مسلماً در آنچه نوشته‌اید، ایرادی وجود خواهد داشت.» قانون موفری نامش را از یک اشتباه املایی عمدی از قانون مورفی گرفته‌است.